# European F3 Open 2011
La stagione 2011 dell'European F3 Open è stata l'undicesima del campionato European F3 Open, precedentemente conosciuto come campionato spagnolo di F3. Iniziò il 17 aprile, terminò il 30 ottobre, dopo 16 gare. La serie venne vinta dal pilota svizzero Alex Fontana.

## La pre-stagione

### Calendario
Un calendario provvisorio da 16 gare fu presentato il 12 dicembre 2010. Il 19 gennaio 2011 venne annunciata la sostituzione delle gare al Nürburgring con un turno di gare a Portimão.
| Gara | Gara | Circuito                                     | Giri | Lunghezza          | Data         |
| ---- | ---- | -------------------------------------------- | ---- | ------------------ | ------------ |
| 1    | G1   | Circuito Ricardo Tormo, Valencia             | 17   | 17x4,005=68,085 km | 17 aprile    |
| 1    | G2   | Circuito Ricardo Tormo, Valencia             | 16   | 16x4,005=64,080 km | 17 aprile    |
| 2    | G1   | Circuito di Magny-Cours                      | 18   | 18x4,411=79,398 km | 14 maggio    |
| 2    | G2   | Circuito di Magny-Cours                      | 15   | 15x4,411=66,165 km | 15 maggio    |
| 3    | G1   | Circuito di Spa-Francorchamps, Spa           | 12   | 12x7,004=84,048 km | 25 giugno    |
| 3    | G2   | Circuito di Spa-Francorchamps, Spa           | 12   | 12x7,004=84,048 km | 26 giugno    |
| 4    | G1   | Circuito di Brands Hatch                     | 17   | 17x3,77=64,09 km   | 23 luglio    |
| 4    | G2   | Circuito di Brands Hatch                     | 16   | 16x3,77=60,32 km   | 24 luglio    |
| 5    | G1   | Autódromo Internacional do Algarve, Portimão | 17   | 17x4,692=79,764 km | 17 settembre |
| 5    | R2   | Autódromo Internacional do Algarve, Portimão | 16   | 16x4,692=75,072 km | 18 settembre |
| 6    | G1   | Autodromo Nazionale Monza                    | 16   | 16x5,973=95,568 km | 1º ottobre   |
| 6    | G2   | Autodromo Nazionale Monza                    | 16   | 16x5,973=95,568 km | 2 ottobre    |
| 7    | G1   | Circuito di Jerez                            | 17   | 17x4,428=75,276 km | 16 ottobre   |
| 7    | G2   | Circuito di Jerez                            | 16   | 16x4,428=70,848 km | 16 ottobre   |
| 8    | G1   | Circuit de Catalunya, Barcellona             | 15   | 15x4,655=69,800 km | 29 ottobre   |
| 8    | G2   | Circuit de Catalunya, Barcellona             | 16   | 16x4,655=74,500 km | 30 ottobre   |

## Piloti e team
| Team                  | Telaio | Nr. | Pilota             | Classe | Weekend di gare |
| --------------------- | ------ | --- | ------------------ | ------ | --------------- |
| Cedars                | F308   | 2   | Johan Jokinen      | A      | 1–2             |
| Cedars                | F306   | 21  | Manuel Bajarano    | C      | 7-8             |
| Cedars                | F308   | 33  | Noel Jammal        | A      | Tutti           |
| Team West-Tec         | F308   | 3   | Victor Corrêa      | A      | Tutti           |
| Team West-Tec         | F308   | 4   | Fahmi Ilyas        | A      | 4–5             |
| Team West-Tec         | F308   | 4   | Tatiana Calderón   | A      | 6–8             |
| Team West-Tec         | F306   | 28  | Luca Orlandi       | C      | 1–3, 5–8        |
| Team West-Tec         | F306   | 28  | Kotaro Sakurai     | C      | 4               |
| Team West-Tec         | F306   | 58  | Sam Dejonghe       | C      | Tutti           |
| Team West-Tec         | F306   | 88  | Fabio Gamberini    | C      | Tutti           |
| RP Motorsport         | F308   | 5   | Niccolò Schirò     | A      | Tutti           |
| RP Motorsport         | F308   | 6   | David Fumanelli    | A      | Tutti           |
| RP Motorsport         | F308   | 7   | Matteo Beretta     | A      | Tutti           |
| RP Motorsport         | F306   | 24  | Francisco Diaz     | C      | 2–3, 5–8        |
| RP Motorsport         | F308   | 77  | Matteo Davenia     | A      | Tutti           |
| Drivex                | F308   | 8   | Fernando Monje     | A      | Tutti           |
| Drivex                | F306   | 25  | Pedro Quesada      | C      | 1               |
| Drivex                | F306   | 25  | Luis Villalba      | C      | 2               |
| Drivex                | F306   | 25  | Cristian Serrada   | C      | 6, 8            |
| Hache Team            | F308   | 9   | Toño Fernández     | A      | 1–2             |
| Hache Team            | F308   | 9   | Yann Cunha         | A      | 3–7             |
| Hache Team            | F306   | 26  | Pedro Quesada      | C      | 2–3             |
| Corbetta Competizioni | F308   | 10  | Alex Fontana       | A      | Tutti           |
| Corbetta Competizioni | F308   | 11  | Matteo Torta       | A      | Tutti           |
| De Villota Motorsport | F308   | 12  | Juan Carlos Sistos | A      | Tutti           |
| De Villota Motorsport | F308   | 14  | Nil Montserrat     | A      | 1               |
| De Villota Motorsport | F308   | 14  | Zoël Amberg        | A      | 6–8             |
| Top F3 Team           | F308   | 16  | William Vermont    | A      | 2–4             |
| Top F3 Team           | F306   | 31  | Jesus Rios         | C      | 3, 8            |
| Top F3 Team           | F306   | 31  | Saud Al Faisal     | C      | 4               |

| Icona | Classe        |
| ----- | ------------- |
| A     | Classe A      |
| C     | Copa F306/300 |

- Tutti corrono con telai Dallara, a motore Toyota.

## Risultati e classifiche

### Risultati
| Gara | Gara | Circuito     | Tempo     | Velocità     | Pole Position   | GPV                | Vincitore       | Team                  |
| ---- | ---- | ------------ | --------- | ------------ | --------------- | ------------------ | --------------- | --------------------- |
| 1    | G1   | Valencia     | 25'58"537 | 157,27 km/h  | Alex Fontana    | Johan Jokinen      | Johan Jokinen   | Cedars                |
| 1    | G2   | Valencia     | 24'45"364 | 155,31 km/h  |                 | Toño Fernández     | Toño Fernández  | Hache Team            |
| 2    | G1   | Magny Cours  | 31'38"787 | 150,535 km/h | Noel Jammal     | Toño Fernández     | Victor Corrêa   | Team West-Tec         |
| 2    | G2   | Magny Cours  | 24'18"748 | 163,287 km/h |                 | Johan Jokinen      | Johan Jokinen   | Cedars                |
| 3    | G1   | Spa          | 30'22066  | 166,1 km/h   | David Fumanelli | Noel Jammal        | Fabio Gamberini | Team West-Tec         |
| 3    | G2   | Spa          | 28'16"353 | 178,37 km/h  |                 | Juan Carlos Sistos | Alex Fontana    | Corbetta Competizioni |
| 4    | G1   | Brands Hatch | 23'07"261 | 163,361 km/h | Fahmi Ilyas     | Fahmi Ilyas        | Fahmi Ilyas     | Team West-Tec         |
| 4    | G2   | Brands Hatch | 21'51"372 | 162,649 km/h |                 | Yann Cunha         | Victor Corrêa   | Team West-Tec         |
| 5    | G1   | Portimão     | 30'44"141 | 155,454 km/h | Fahmi Ilyas     | Alex Fontana       | David Fumanelli | RP Motorsport         |
| 5    | G2   | Portimão     | 28'56"445 | 155,383 km/h |                 | David Fumanelli    | Yann Cunha      | Hache Team            |
| 6    | G1   | Monza        | 29'45"014 | 186,933 km/h | David Fumanelli | Fernando Monje     | David Fumanelli | RP Motorsport         |
| 6    | G2   | Monza        | 29'46"762 | 186,750 km/h |                 | Juan Carlos Sistos | Alex Fontana    | Corbetta Competizioni |
| 7    | G1   | Jerez        | 28'24"075 | 159,027 km/h | David Fumanelli | David Fumanelli    | David Fumanelli | RP Motorsport         |
| 7    | G2   | Jerez        | 27'08"797 | 156,590 km/h |                 | Niccolò Schirò     | Noel Jammal     | Cedars                |
| 8    | G1   | Barcellona   | 26'32"077 | 157,9 km/h   | David Fumanelli | David Fumanelli    | Zoël Amberg     | De Villota Motorsport |
| 8    | G2   | Barcellona   | 28'12"917 | 158,4 km/h   |                 | David Fumanelli    | David Fumanelli | RP Motorsport         |

### Classifica piloti
I punti sono assegnati secondo lo schema seguente:
| Sistema di punteggio | Sistema di punteggio | Sistema di punteggio | Sistema di punteggio | Sistema di punteggio | Sistema di punteggio | Sistema di punteggio | Sistema di punteggio | Sistema di punteggio | Sistema di punteggio | Sistema di punteggio | Sistema di punteggio |
| Pos                  | 1°                   | 2°                   | 3°                   | 4°                   | 5°                   | 6°                   | 7°                   | 8°                   | 9°                   | PP                   | GPV                  |
| -------------------- | -------------------- | -------------------- | -------------------- | -------------------- | -------------------- | -------------------- | -------------------- | -------------------- | -------------------- | -------------------- | -------------------- |
| Gara 1               | 14                   | 12                   | 10                   | 8                    | 6                    | 5                    | 3                    | 2                    | 1                    | 1                    | 1                    |
| Gara 2               | 12                   | 10                   | 8                    | 6                    | 5                    | 4                    | 3                    | 2                    | 1                    | 0                    | 1                    |

- Valgono i migliori 14 risultati

| Pos                                      | Pilota             | VLC | VLC | MAG | MAG | SPA | SPA | BRH | BRH | ALG | ALG | MZA | MZA | JER | JER | CAT | CAT | Punti     |
| ---------------------------------------- | ------------------ | --- | --- | --- | --- | --- | --- | --- | --- | --- | --- | --- | --- | --- | --- | --- | --- | --------- |
| 1                                        | Alex Fontana       | 2   | 3   | 3   | 4   | 4   | 1   | 5   | 4   | 11  | 5   | 3   | 1   | 4   | 3   | 4   | 10  | 120 (121) |
| 2                                        | David Fumanelli    | 12  | 12  | 13  | 6   | 6   | 2   | Rit | 13  | 1   | 2   | 1   | 4   | 1   | 4   | 2   | 1   | 115       |
| 3                                        | Fabio Gamberini    | 4   | 6   | 6   | 2   | 1   | 10  | 4   | 5   | 6   | 6   | Rit | 11  | 5   | 2   | 13  | Rit | 79        |
| 4                                        | Juan Carlos Sistos | 10  | 8   | 7   | 5   | Rit | 4   | 7   | 7   | 3   | 9   | 4   | 3   | 2   | 5   | Rit | 3   | 76        |
| 5                                        | Niccolò Schirò     | 13  | 7   | 9   | 8   | 9   | 6   | 2   | 2   | 9   | 7   | 5   | 5   | 7   | 7   | 5   | 4   | 66 (67)   |
| 6                                        | Victor Corrêa      | 7   | 5   | 1   | 7   | 3   | 12  | 6   | 1   | Rit | 12  | 8   | Rit | 9   | 9   | 7   | Rit | 59        |
| 7                                        | Noel Jammal        | Rit | 11  | 8   | Rit | 2   | 5   | Rit | 11  | 5   | 4   | Rit | 14  | 6   | 1   | 6   | Rit | 55        |
| 8                                        | Zoël Amberg        |     |     |     |     |     |     |     |     |     |     | 2   | Rit | 3   | 6   | 1   | 2   | 50        |
| 9                                        | Yann Cunha         |     |     |     |     | Rit | 7   | 3   | 3   | 4   | 1   | 12  | NP  | 8   | 17  |     |     | 44        |
| 10                                       | Johan Jokinen      | 1   | Rit | 4   | 1   |     |     |     |     |     |     |     |     |     |     |     |     | 36        |
| 11                                       | Matteo Beretta     | 5   | 4   | 10  | Rit | 12  | 16  | 11  | 10  | 8   | 8   | 7   | 7   | 17  | 8   | 3   | Rit | 34        |
| 12                                       | Fahmi Ilyas        |     |     |     |     |     |     | 1   | 9   | 2   | 14  |     |     |     |     |     |     | 30        |
| 13                                       | William Vermont    |     |     | 2   | 3   | SQ  | 3   | 13  | 8   |     |     |     |     |     |     |     |     | 30        |
| 14                                       | Sam Dejonghe       | 11  | 13  | 11  | 9   | 7   | 13  | 9   | 12  | 7   | 3   | 9   | 2   | 12  | 10  | 9   | Rit | 28        |
| 15                                       | Fernando Monje     | 9   | 9   | Rit | 10  | Rit | 8   | 8   | 6   | Rit | 10  | 6   | 6   | 10  | 11  | 8   | 6   | 27        |
| 16                                       | Toño Fernández     | 6   | 1   | 5   | Rit |     |     |     |     |     |     |     |     |     |     |     |     | 25        |
| 17                                       | Nil Montserrat     | 3   | 2   |     |     |     |     |     |     |     |     |     |     |     |     |     |     | 20        |
| 18                                       | Jesus Rios         |     |     |     |     | 5   | 9   |     |     |     |     |     |     |     |     | 12  | 9   | 9         |
| 19                                       | Matteo Davenia     | 8   | 10  | 12  | 11  | 10  | 11  | 12  | Rit | 10  | 11  | 10  | 8   | 11  | 12  | 10  | 7   | 8         |
| 20                                       | Matteo Torta       | Rit | NP  | Rit | 12  | 8   | 15  | 15  | 14  | Rit | 13  | 13  | 9   | 13  | 14  | 15  | 11  | 3         |
| 21                                       | Tatiana Calderón   |     |     |     |     |     |     |     |     |     |     | 11  | 10  | 14  | 13  | 17  | 8   | 3         |
| 22                                       | Kotaro Sakurai     |     |     |     |     |     |     | 10  | Rit |     |     |     |     |     |     |     |     | 0         |
| 23                                       | Luca Orlandi       | 15  | 14  | Rit | 13  | 11  | 14  |     |     | 13  | Rit | 15  | 12  | 15  | 16  | 14  | 12  | 0         |
| 24                                       | Francisco Diaz     |     |     | 14  | 15  | Rit | Rit |     |     | 12  | 15  | 14  | 13  | 16  | 15  | 16  | 13  | 0         |
| 25                                       | Pedro Quesada      | 14  | Rit | 15  | 14  | NP  | NP  |     |     |     |     |     |     |     |     |     |     | 0         |
| 26                                       | Saud Al Faisal     |     |     |     |     |     |     | 14  | 15  |     |     |     |     |     |     |     |     | 0         |
|                                          | Luis Villalba      |     |     | Rit | Rit |     |     |     |     |     |     |     |     |     |     |     |     | 0         |
|                                          | Cristian Serrada   |     |     |     |     |     |     |     |     |     |     | NP  | NP  |     |     | NP  | NP  | 0         |
| Pilota ospite non eleggibile per i punti |                    |     |     |     |     |     |     |     |     |     |     |     |     |     |     |     |     |           |
|                                          | Manuel Bejarano    |     |     |     |     |     |     |     |     |     |     |     |     | Rit | Rit | 11  | 5   | 0         |
| Pos                                      | Piloti             | VLC | VLC | MAG | MAG | SPA | SPA | BRH | BRH | ALG | ALG | MZA | MZA | JER | JER | CAT | CAT | Punti     |

| Colore  | Risultato             |
| ------- | --------------------- |
| Oro     | Vincitore             |
| Argento | 2º posto              |
| Bronzo  | 3º posto              |
| Verde   | Finito a punti        |
| Blu     | Finito senza punti    |
| Viola   | Ritirato (Rit)        |
| Viola   | Non classificato (NC) |
| Rosso   | Non qualificato (NQ)  |
| Nero    | Squalificato (SQ)     |
| Bianco  | Non partito (NP)      |
| Bianco  | Non ha gareggiato     |
| Bianco  | Infortunato (INF)     |
| Bianco  | Escluso (ES)          |
| Bianco  | Gara cancellata (C)   |

### Copa F306/300
I punti sono assegnati secondo lo schema seguente:
| Sistema di punteggio | Sistema di punteggio | Sistema di punteggio | Sistema di punteggio | Sistema di punteggio | Sistema di punteggio |
| Pos                  | 1°                   | 2°                   | 3°                   | 4°                   | 5°                   |
| -------------------- | -------------------- | -------------------- | -------------------- | -------------------- | -------------------- |
| Punti                | 10                   | 8                    | 6                    | 4                    | 3                    |

- Valgono i 14 migliori risultati

| Pos                                      | Piloti           | VLC | VLC | MAG | MAG | SPA | SPA | BRH | BRH | ALG | ALG | MZA | MZA | JER | JER | CAT | CAT | Punti     |
| ---------------------------------------- | ---------------- | --- | --- | --- | --- | --- | --- | --- | --- | --- | --- | --- | --- | --- | --- | --- | --- | --------- |
| 1                                        | Fabio Gamberini  | 4   | 6   | 6   | 2   | 1   | 10  | 4   | 5   | 6   | 6   | Rit | 11  | 5   | 2   | 13  | Rit | 130       |
| 2                                        | Sam Dejonghe     | 11  | 13  | 11  | 9   | 7   | 13  | 9   | 12  | 7   | 3   | 9   | 2   | 12  | 10  | 9   | Rit | 118 (124) |
| 3                                        | Luca Orlandi     | 15  | 14  | Rit | 13  | 11  | 14  |     |     | 13  | Rit | 15  | 12  | 15  | 16  | 14  | 12  | 62        |
| 4                                        | Francisco Diaz   |     |     | 14  | 15  | Rit | Rit |     |     | 12  | 15  | 14  | 13  | 16  | 15  | 16  | 13  | 52        |
| 5                                        | Jesus Rios       |     |     |     |     | 5   | 9   |     |     |     |     |     |     |     |     | 12  | 9   | 36        |
| 6                                        | Pedro Quesada    | 14  | Rit | 15  | 14  | NP  | NP  |     |     |     |     |     |     |     |     |     |     | 14        |
| 7                                        | Saud Al Faisal   |     |     |     |     |     |     | 14  | 15  |     |     |     |     |     |     |     |     | 10        |
| 8                                        | Kotaro Sakurai   |     |     |     |     |     |     | 10  | Rit |     |     |     |     |     |     |     |     | 6         |
|                                          | Luis Villalba    |     |     | Rit | Rit |     |     |     |     |     |     |     |     |     |     |     |     | 0         |
|                                          | Cristian Serrada |     |     |     |     |     |     |     |     |     |     | NP  | NP  |     |     | NP  | NP  | 0         |
| Pilota ospite non eleggibile per i punti |                  |     |     |     |     |     |     |     |     |     |     |     |     |     |     |     |     |           |
|                                          | Manuel Bejarano  |     |     |     |     |     |     |     |     |     |     |     |     | Rit | Rit | 11  | 5   | 0         |
| Pos                                      | Pilota           | VLC | VLC | MAG | MAG | SPA | SPA | BRH | BRH | ALG | ALG | MZA | MZA | JER | JER | CAT | CAT | Punti     |

### Classifica scuderie
I punti sono assegnati secondo lo schema seguente; prendono punti solo le prime due vetture classificate per ogni team:
| Punti | 10 | 8 | 6 | 4 | 3 |

| Pos | Team                  | VLC | VLC | MAG | MAG | SPA | SPA | BRH | BRH | ALG | ALG | MZA | MZA | JER | JER | CAT | CAT | Punti |
| --- | --------------------- | --- | --- | --- | --- | --- | --- | --- | --- | --- | --- | --- | --- | --- | --- | --- | --- | ----- |
| 1   | Team West-Tec         | 4   | 5   | 1   | 2   | 1   | 10  | 1   | 1   | 2   | 3   | 8   | 2   | 5   | 2   | 7   | 8   | 101   |
| 1   | Team West-Tec         | 7   | 6   | 6   | 7   | 3   | 12  | 4   | 5   | 6   | 6   | 9   | 10  | 9   | 9   | 9   | 12  | 101   |
| 2   | RP Motorsport         | 5   | 4   | 9   | 6   | 6   | 2   | 2   | 2   | 1   | 2   | 1   | 4   | 1   | 4   | 2   | 1   | 95    |
| 2   | RP Motorsport         | 8   | 7   | 10  | 8   | 9   | 6   | 11  | 10  | 8   | 7   | 6   | 7   | 7   | 7   | 3   | 4   | 95    |
| 3   | Corbetta Competizioni | 2   | 3   | 3   | 4   | 4   | 1   | 5   | 4   | 11  | 5   | 3   | 1   | 4   | 3   | 4   | 10  | 81    |
| 3   | Corbetta Competizioni | Rit | NP  | Rit | 12  | 8   | 15  | 15  | 14  | Rit | 13  | 13  | 9   | 13  | 14  | 15  | 11  | 81    |
| 4   | De Villota Motorsport | 3   | 2   | 7   | 5   | Rit | 4   | 7   | 7   | 3   | 9   | 2   | 3   | 2   | 5   | 1   | 2   | 70    |
| 4   | De Villota Motorsport | 10  | 8   |     |     |     |     |     |     |     |     | 4   | Rit | 3   | 6   | Rit | 3   | 70    |
| 5   | Cedars                | 1   | 11  | 4   | 1   | 2   | 5   | Rit | 11  | 5   | 4   | Rit | 14  | 6   | 1   | 6   | 5   | 52    |
| 5   | Cedars                | Rit | Rit | 8   | Rit |     |     |     |     |     |     |     |     | Rit | Rit | 11  | Rit | 52    |
| 6   | Hache Team            | 6   | 1   | 5   | 14  | Rit | 7   | 3   | 3   | 4   | 1   | 12  | NP  | 8   | 17  |     |     | 39    |
| 6   | Hache Team            |     |     | 15  | Rit | NP  | NP  |     |     |     |     |     |     |     |     |     |     | 39    |
| 7   | Top F3 Team           |     |     | 2   | 3   | 5   | 3   | 13  | 8   |     |     |     |     |     |     | 12  | 9   | 23    |
| 7   | Top F3 Team           |     |     |     |     | SQ  | 9   | 14  | 15  |     |     |     |     |     |     |     |     | 23    |
| 8   | Drivex                | 9   | 9   | Rit | 10  | Rit | 8   | 8   | 6   | Rit | 10  | 6   | 6   | 10  | 11  | 8   | 6   | 0     |
| 8   | Drivex                | 14  | Rit | Rit | Rit |     |     |     |     |     |     | NP  | NP  |     |     | NP  | NP  | 0     |
| Pos | Team                  | VLC | VLC | MAG | MAG | SPA | SPA | BRH | BRH | ALG | ALG | MZA | MZA | JER | JER | CAT | CAT | Punti |

| Colore  | Risultato             |
| ------- | --------------------- |
| Oro     | Vincitore             |
| Argento | 2º posto              |
| Bronzo  | 3º posto              |
| Verde   | Finito a punti        |
| Blu     | Finito senza punti    |
| Viola   | Ritirato (Rit)        |
| Viola   | Non classificato (NC) |
| Rosso   | Non qualificato (NQ)  |
| Nero    | Squalificato (SQ)     |
| Bianco  | Non partito (NP)      |
| Bianco  | Non ha gareggiato     |
| Bianco  | Infortunato (INF)     |
| Bianco  | Escluso (ES)          |
| Bianco  | Gara cancellata (C)   |